# Tour de Termes-d'Armagnac
La tour de Termes d'Armagnac ou château de Thibault de Termes se situe sur la commune française de Termes d'Armagnac, dans le département du Gers. Elle est classée monument historique le 13 avril 1962.

## Historique

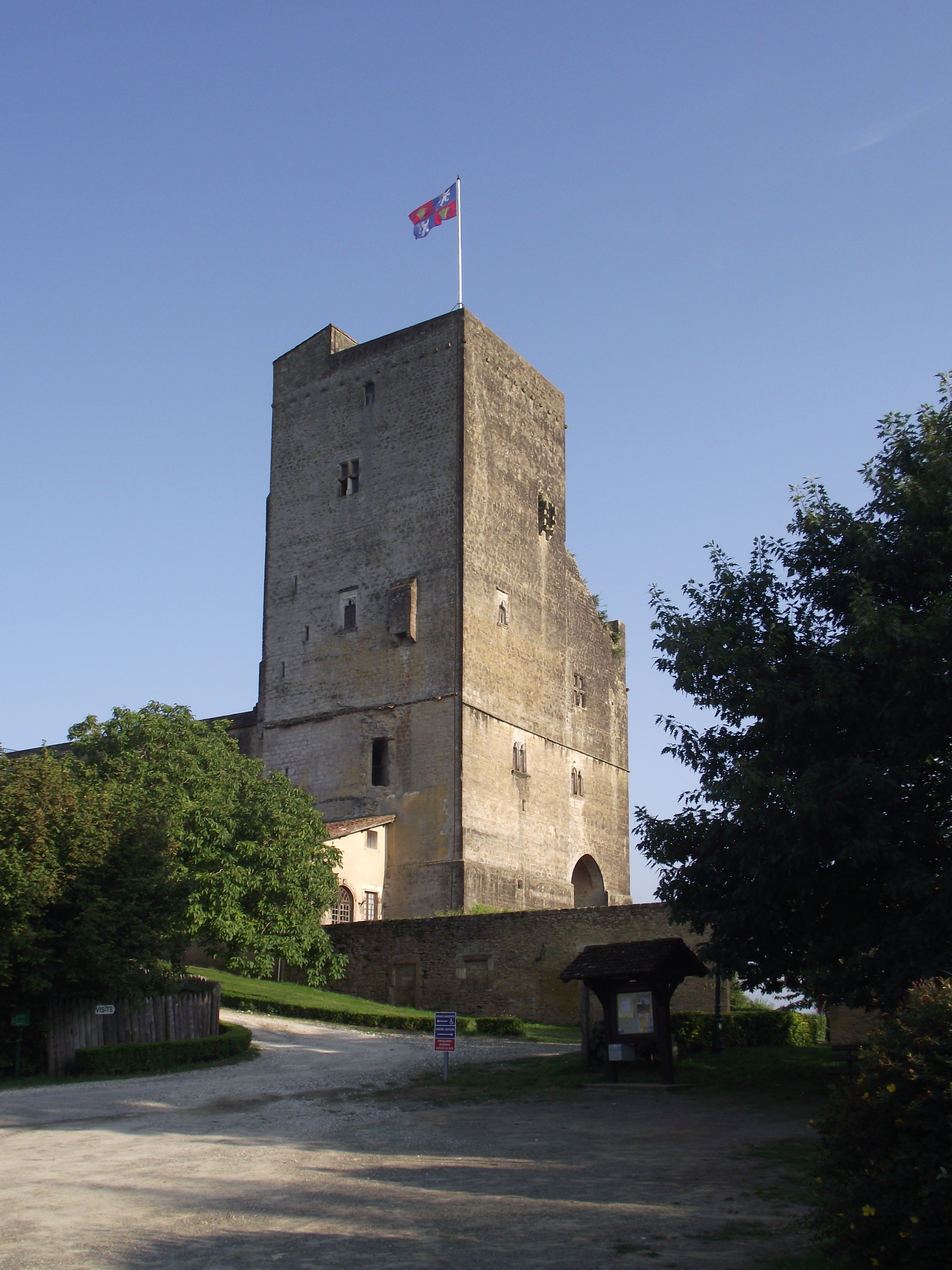
La tour de Termes.-d'Armagnac.

La tour de Termes d'Armagnac est le donjon et l'un des vestiges du château des seigneurs de Termes d'Armagnac, vassaux des comtes d'Armagnac.
La construction du château date de la fin du XIIIe et du début du XIVe siècle. Stratégiquement bâti sur une colline qui domine la vallée de l'Adour et la vallée de l'Arros, il permet à la famille de Termes d'Armagnac de surveiller les frontières de l'Armagnac. Son plus célèbre habitant fut Thibault d'Armagnac, compagnon d'armes de Jeanne d'Arc.
La tour de Termes d'Armagnac a également appartenu à la famille Boingnères et notamment à André Boingnères qui a fait don de la tour à la commune dans les années 1960, afin que ce patrimoine historique d'importance puisse être ouvert à tous, un objectif innovant pour l'époque.
En 1985, un musée situé dans le donjon présente l'histoire de la Gascogne, jusqu'en 2020 où un projet d'envergure transforme le site et offre aux visiteurs un voyage à travers le bas Moyen Âge.

## Description
Le donjon carré est constitué de murs de deux mètres d'épaisseur et mesure trente-six mètres de hauteur avec sur trois étages des salles voûtées en berceau brisé éclairées par des fenêtres à meneaux, et possédant chacune une cheminée. Un escalier circulaire en pierre dessert les étages munis de galeries de communication et de latrines.
Du logis il ne reste qu'un grand mur qui prolonge l'une des faces du donjon. Un corps de bâtiment plus bas possède deux arcs murés.